# Harry Bedford
Henry „Harry“ Bedford (* 15. Oktober 1899 in Calow, Derbyshire; † 24. Juni 1976) war ein englischer Fußballspieler. Der Stürmer bestritt zwei Länderspiele für England.

## Sportlicher Werdegang
Bedford schloss sich nach Jugendjahren beim Boy Scouts FC und dem Grassmoor Ivanhoe FC in der Chesterfield League 1919 Nottingham Forest in der Second Division an, wo er bereits während des Ersten Weltkriegs ebenso wie für Huddersfield Town als Gastspieler aufgelaufen war. Bis März 1921 lief er unregelmäßig für den Klub auf, ehe er für eine Ablösesumme von 1200 Pfund Sterling innerhalb der Liga zum FC Blackpool wechselte und bis zum Ende der Spielzeit 1920/21 mit sieben Toren in zehn Spielen zum vierten Tabellenplatz seinen neuen Vereins beitrug. Nachdem er in der folgenden Spielzeit elf Treffer erzielt hatte, krönte er sich in den Spielzeiten 1922/23 mit 32 Saisontoren respektive 1923/24 mit 33 Saisontreffern jeweils zum Torschützenkönig der zweithöchsten Spielklasse. Dies führte im Mai 1923 zur Einladung zur Nationalmannschaft, gegen Schweden lief er bei einem 4:2-Erfolg in einem Freundschaftsspiel im Olympiastadion Stockholm auf. Im Oktober des folgenden Jahres wurde er gegen Irland nochmals eingesetzt, dabei trug er als Torschütze zum 3:1-Erfolg bei.
Im September 1925 wurde Bedford innerhalb der zweiten Liga zu Derby County transferiert, der Klub aus den East Midlands zahlte eine Ablösesumme von 3900 Pfund Sterling für den als Nachfolger des verletzungsbedingt seine Karriere beendenden Stan Fazackerley verpflichteten Stürmer. In der Spielzeit 1925/26 war er mit 27 Treffern bester vereinsinterner Torschütze, damit führte er den Klub zur Vizemeisterschaft hinter Sheffield Wednesday und dem damit verbundenen Aufstieg in die First Division. Auch dort war er regelmäßig bester vereinsinterner Torschütze und damit ein Garant dafür, dass sich der Klub längerfristig in der höchsten Spielklasse etablieren konnte. Bis zu seinem Abschied Ende 1930 erzielte er 142 Meisterschaftstore und reihte sich damit hinter Steve Bloomer in der Liste der Rekordtorschützen des Klubs an zweiter Stelle ein. 
Nachdem Bedford zunehmend Jack Bowers auf der Mittelstürmerposition Platz machen musste, schloss er sich im Dezember 1930 dem Erstligakonkurrenten Newcastle United an. Der Klub aus der Tyneside hatte Hughie Gallacher in Richtung FC Chelsea ziehen lassen, trotz zwölf Toren in der verbleibenden Spielzeit 1930/31 konnte er sich jedoch nicht dauerhaft als dessen Nachfolger etablieren und wurde im Februar 1932 zum Ligakonkurrenten AFC Sunderland abgegeben. Nach nur einer Halbserie zog er zum Zweitligisten Bradford Park Avenue weiter, wo er mit 15 Saisontoren erneut zweistellig traf. Ab 1933 lief er eine Saison für den FC Chesterfield in der Third Division North auf, ehe er nach dem verpassten Zweitligaaufstieg als Tabellenzweiter sich als Spielertrainer Heanor Town im Non-League football anschloss.
Später gehörte Bedford dem Trainerteam bei seinen Ex-Klubs Newcastle United und Derby County sowie dem Derbyshire County Cricket Club an, ehe er in den 1950er Jahren im Non-League football bei Belper Town und erneut Heanor Town an der Seitenlinie stand. Hauptberuflich war er 23 Jahre lang für die Feuerwehr im Rolls-Royce-Werk in Derby tätig.